# Alfred Point
Als Alfred Point wird die Basis des Elephant Spit im Osten der Insel Heard im südlichen Indischen Ozean bezeichnet. Die in der Aufsicht dreieckige Landspitze aus Sand und Kies entstand durch Erosion und grenzt nach Westen an die Scholes-Lagune.
Benannt ist sie nach dem US-amerikanischen Schoner Alfred, der sich zum Walfang in den Gewässern um die Insel Heard befand, als er am 29. Dezember 1854 in einem Sturm vor dem Elephant Spit sank und heute zu den 14 bekannten Wracks vor Heard gehört.